# Ерика Араки
Ерика Араки (јап. 荒木絵里香; Курашики, 3. август 1984) јапанска је одбојкашица, која игра на позицији средњег блокера. Наступа за јапански тим Агео Медикс.
Са репрезентацијом Јапана освојила је шесто место на Светском првенству 2006, а на Олимпијским играма 2008. заузеле су пето место. Араки је проглашена за најбољег блокера турнира. На Светском првенству 2010. освојиле освојиле су бронзану медаљу, а две године касније, на Олимпијским играма у Лондону медаљу истог сјаја. Члан репрезентације била је и на Олимпијским играма 2016. када су Јапанке заузеле пето место, као и на Светском првенству 2018. када су биле шесте. Такође је два пута била шамипон Азије, 2007. и 2017.